# Надзвичайно великі телескопи

Порівняння розмірів основних дзеркал деяких (зокрема найбільших) телескопів; для порівняння показано також деякі інші об'єкти

Надзвичайно великі телескопи (НВТ; англ. Extremely large telescope) — клас наземних телескопів з головним дзеркалом діаметром більше 20 м, призначених для спостережень в ультрафіолетовому, видимому і ближньому інфрачервоному діапазонах довжин хвиль. Телескопи для інших довжин хвиль можуть бути значно більшими — наприклад, радянський радіотелескоп РТ-70 має діаметр 70 м. Серед багатьох передбачуваних можливостей, надзвичайно великі телескопи мають збільшити шанс знайти землеподібні планети навколо інших зірок.
Наразі ще не збудовано жодного НВТ. Найбільшим оптичним телескопом (станом на початок 2010 року) є Великий канарський телескоп.
Важливою особливістю майбутніх НВТ є використання сегментованих дзеркал, активної і адаптивної оптики.
Незважаючи на те, що НВТ мають досить значні розміри, їхній діаметр (а значить і роздільна здатність) менший, аніж ефективний діаметр найбільших оптичних інтерферометрів (див. наприклад, ДВТ). Однак площа світлозбірної поверхні перевершує таку для інтерферометрів, що і є основною перевагою НВТ.

## Список телескопів
Власне до класу НВТ належать перші три в таблиці. На жовтому тлі — інші великі телескопи для порівняння.
| #  | Світлина | Назва                                                                       | Діаметр (м)                                        | Площа (м²) | Головне дзеркало                            | Висота н.р.м. (м) | Рік відкриття | Нотатки | Посилання                 |
| -- | -------- | --------------------------------------------------------------------------- | -------------------------------------------------- | ---------- | ------------------------------------------- | ----------------- | ------------- | --- | ------------------------- |
| 1  |          | Надзвичайно великий телескоп (НВТ) англ. European Extremely Large Telescope | 39.3                                               | 978        | 798 × 1,45 м шестикутних сегментів (f/1)    | 3060              | 2025          | Найбільший з фінансуванням, розпочато будівництво купола на майданчику Обсерваторії Серро-Армазонес в пустелі Атакама (Чилі) і 24 сегмента головного дзеркала готові до полірування                             | [ 6 ] [ 7 ] [ 8 ]         |
| 2  |          | Тридцятиметровий телескоп (ТМТ) англ. Thirty Meter Telescope                | 30,0                                               | 655        | 492 × 1,45 м шестикутних сегментів (f/1)    | 4050              | 2027          | Обрано розташування у Обсерваторії Мауна-Кеа на однойменному гавайському вулкані, відлито 18 заготовок сегментів головного дзеркала, вилощено 11. Призупинено станом на вересень 2019 року через акції протесту | [ 4 ] [ 9 ] [ 10 ] [ 11 ] |
| 3  |          | Гігантський магелланів телескоп (ГМТ) англ. Giant Magellan Telescope        | 24,5                                               | 368        | 7 × 8,4 м дзеркал (f/0.71)                  | 2516              | 2029          | Виконано екскаваторні роботи на майданчику Обсерваторії Лас-Кампанас в пустелі Атакама (Чилі); відлито 5 з 7 дзеркал                                                                                            | [ 12 ] [ 5 ] [ 13 ]       |
| 4  |          | Великий бінокулярний телескоп (ВБТ) англ. Large Binocular Telescope         | 11,8 (еквів. площа) 22,8 (еквів. межа деталізації) | 111        | 2 × 8,4 м M1 дзеркал; 1 монтування (2 × M1) | 3221              | 2008          | Найбільший бінокуляр; найбільші несегментовані дзеркала. Розташований на горі Ґрем в Аризоні | [ 14 ]                    |
| 5  |          | Великий канарський телескоп (ВКТ) ісп. Gran Telescopio Canarias             | 10,4                                               | 74         | 36 × 1,9 м шестикутних сегментів для M1     | 2275              | 2008          | Найбільше дзеркало; повністю у ладу з 2009-го. Розташований в Обсерваторії Рок-де-лос-Мучачос на Канарських островах                                                                                            | [ 15 ]                    |
| 1. |          |                                                                             |                                                    |            |                                             |                   |               | |                           |

Куполи НВТ, ТМТ та ГМТ у порівнянні з іншими, добре відомими телескопами

## Бюджет
Можливі цифри бюджету, які є приблизними і можуть змінюватися з часом. Що стосується витрат на будівництво, радиться оцінити вартість гігантського телескопа за наступним рівнянням:
{\displaystyle cost\varpropto D^{2.7}}
| Назва                                 | Вартість (в доларах США) | В іншій валюті  |
| ------------------------------------- | ------------------------ | --------------- |
| Надзвичайно великий телескоп (НВТ)    | $1590 мільйонів          | €1300 мільйонів |
| Тридцятиметровий телескоп (ТМТ)       | $1400 мільйонів          |                 |
| Гігантський магелланів телескоп (ГМТ) | $1000 мільйонів          |                 |
| Великий бінокулярний телескоп (ВБТ)   | $120 мільйонів           |                 |
| Великий канарський телескоп (ВКТ)     | $148 мільйонів           | €130 мільйонів  |

## Проєкти
Існувало кілька телескопів на різних стадіях проєктування або будівництва наприкінці 1990-их — на початку 2000-их. Тільки деякі з них було завершено.
У розробці:
- GMT: Гігантський магелланів телескоп
- ELT: Надзвичайно великий телескоп (англ. Extremely Large Telescope, ELT)
- TMT: Тридцятиметровий телескоп

Тільки у проєктуванні (деякі проєкти занедбані або злилися з іншими):
- Giant Segmented Mirror Telescopes (GSMT)[16]: Гігантський телескоп зі сегментованим дзеркалом, проєкт влився у Тридцятиметровий телескоп (TMT)
- OWL (Overwhelmingly Large Telescope): Приголомшливо великий телескоп, проєкт 60/100-метрового телескопа, скасовано.
- VLOT: Дуже великий оптичний телескоп
- EURO50: Європейський 50-метровий телескоп
- JELT: Японський проєкт НВТ
- CELT: Каліфорнійський надзвичайно великий телескоп

## Зовнішні посилання
- Вікісховище має мультимедійні дані за темою: Надзвичайно великі телескопи
- Австралійський національний семінар з надзвичайно великих телескопів
- The OPTICON ELT Working Group Загальноєвропейський дослідницький проєкт
- The science case for Extremely Large Telescopes (ELTs) Единбурзька королівська обсерваторія
- Телескоп Колос